# Endre Koréh
Endre Koréh, né à Sepsiszentgyörgy (Transylvanie), aujourd'hui Sfântu Gheorghe en Roumanie, le 13 avril 1906 et mort à Vienne le 21 septembre 1960 était un chanteur d'opéra hongrois (basse).
Il fut avec Mihály Székely, György Litasy et Dezső Ernster, l'une des plus grandes basses hongroises du XXe siècle.

## Biographie
Endre Koréh a travaillé au conservatoire de Budapest avec Arpad Palotay. Il débuta à l'opéra de Budapest en 1930 dans le rôle de Sparafucille (Rigoletto). Son basso profundo l'a naturellement amené à interpréter les personnages wagnériens. Il incarna des Fafner, Hunding et Hagen demeurés légendaires. Mais sa voix convenait aussi parfaitement aux rôles bouffes de Mozart. Il fut un excellent Osmine à Vienne et à Glyndebourne en 1950. Il créa Caliban dans La Tempête de Frank Martin. Ses interprétations les plus remarquables resteront Barbe-Bleue et Le Baron Ochs. Son registre de basse profonde en fit aussi un remarquable interprète des lieders de Schubert. Il travaillait sur Boris Godounov peu de temps avant sa mort, survenue prématurément à l'âge de cinquante-quatre ans.

## Sources
- livret cd ARL81-82, The Finest Records of Walter Susskind, vol.1, Bluebeard Castle (Hellwig-Koréh), Wooden Prince, Cantata Profana (Lewis-Rothmüller), New Symphony Orchestra and Chorus of London, Arlecchino.